# اعتراف نخواهم کرد
اعتراف نخواهم کرد (عربی: لن أعترف) یک فیلم به کارگردانی کمال الشیخ است که در سال ۱۹۶۱ منتشر شد. از بازیگران آن می‌توان به فاتن حمامه و احمد رمزی اشاره کرد.